# Hugo Badalić
Hugo Badalić (Slavonski Brod, 18. rujna 1851. – Zagreb, 4. svibnja 1900.) hrvatski književnik.

## Životopis
Badalić je školovanje započeo u Brodu, Kostajnici te je završio Klasičnu gimnaziju u Zagrebu 1871. godine. Poslije svršetka gimnazije u Beču je diplomirao klasičnu filologiju 1874. Iste godine postavljen je za učitelja u gimnaziji u Rijeci, 1882. se vraća u Zagreb gdje radi u Klasičnoj gimnaziji na Gornjem gradu. Bio je prvi ravnatelj zagrebačke Donjogradske Klasične gimnazije od 1895. do 1900. godine.

## Djela
- Nikola Šubić Zrinjski (libreto opere) 1876.
- "Zlatno doba (romantične pjesme)", 1890.